# Хесус Ареляно
Хосе де Хесус Ареляно Алкосер (на испански: José de Jesús Arellano Alcócer) е мексикански футболист на Крус Асул, Мексико. Има 22 участия за националния отбор на Мексико, от които и 2 отбелязани гола. Играе за Монтерей.
Ареляно взема участие в 3 световни първенства – на световното първенство по футбол във Франция през 1998 г., световното първенство по футбол в Корея-Япония през 2002 и световното първенство по футбол в Германия, 2006.